# Mostre e conte (educação)

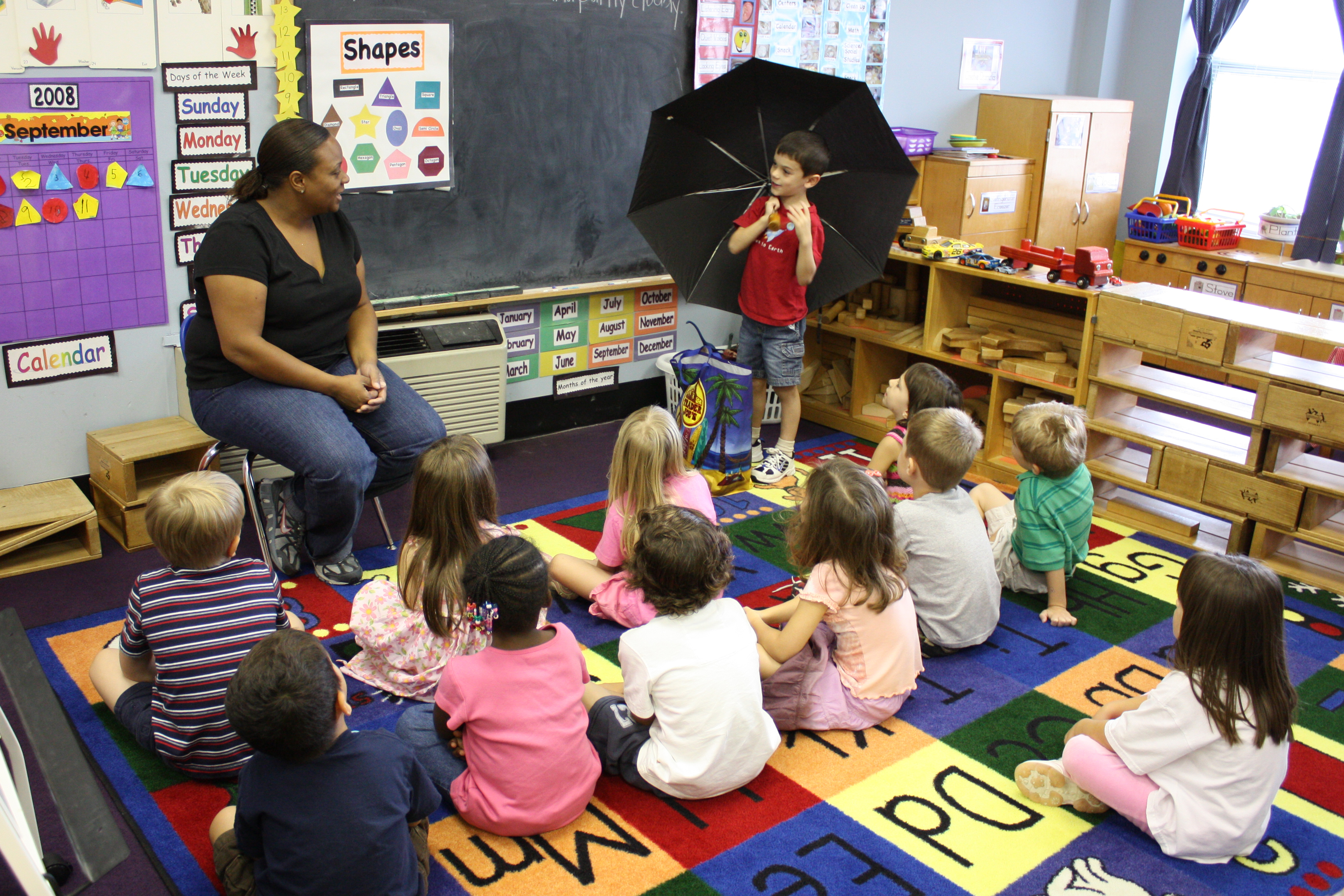
Nessa atividade de "mostre e conte", uma criança está explicando um guarda-chuva que trouxeram.

Mostre e conte (ou Show and tell, em inglês) é a prática de mostrar algo para uma audiência e falar sobre isso. No Reino Unido, na América do Norte, na Nova Zelândia e na Austrália, é uma atividade comum em salas de aula no início do ensino fundamental. É usado para ensinar às crianças as habilidades de falar em público. Por exemplo, uma criança trará um objeto de casa e explicará à turma por que escolheram aquele item em particular, onde o conseguiram e outras informações relevantes.

## Na cultura popular
- O desenho animado Timothy Vai à Escola apresenta regularmente essa prática, exceto que foi referida como "In the Spotlight," que se tornou o título de um dos episódios do programa.
- Nas tirinhas Calvin e Haroldo de Bill Watterson, "mostre e conte" é um tema recorrente na classe de Calvin.